# Ефимов, Виталий Борисович
Вита́лий Бори́сович Ефи́мов (род. 4 апреля 1940, совхоз «Красная Заря», Московская область) — российский государственный деятель, Депутат Государственной Думы VI и VII созывов, член фракции «Единая Россия», первый заместитель председателя комитета Государственной Думы по транспорту и строительству.
Из-за вторжения России на Украину, находится под международными санкциями Евросоюза, США, Великобритании и ряда других стран.

## Биография
Родился 4 апреля 1940 года в совхозе «Красная Заря» (ныне ЗАО «Малино», расположено в селе Березнецово Ступинского района) Московской области. В 1957—1959 годы работал на Сергачской МТС (ученик слесаря, слесарь 3-го разряда).
В 1964 году окончил Горьковский сельскохозяйственный институт по специальности «инженер-механик».
В 1964—1986 годах работал в Горьком: заведовал ремонтными мастерскими учебного хозяйства «Новинки» Горьковского сельхозинститута (ГХСИ). В 1967 году в 27 лет вступил в КПСС.
В 1968—1976 годах был главным инженером автоколонны № 1303 города Горький (c 1973 переименована в производственное объединение грузового транспорта № 8).
В 1976—1983 годах — главный инженер, затем — начальник Волго-Вятского территориального транспортного управления Министерства автомобильного транспорта РСФСР (Минавтотранс РСФСР).
В 1983—1986 годах — начальник Горьковского территориального объединения грузового автомобильного транспорта «Горькийавтотранс» Минавтотранса СССР..

### Министерство транспорта РСФСР
С 1986 года — в Министерстве автомобильного транспорта РСФСР: заместитель министра автомобильного транспорта РСФСР Юрия Сухина.
С сентября 1990 года — министр транспорта РСФСР.
С 8 сентября 1991 года был утверждён министром транспорта РСФСР, а в ноябре 1991 года указом президента РФ Бориса Ельцина был назначен министром транспорта России в «правительство реформ» Ельцина — Гайдара. В декабре 1991 года одновременно был назначен заместителем председателя специальной Комиссии правительства РСФСР по оперативному регулированию ресурсообеспечения. Создавал законодательную и правовую базу деятельности Министерства, способствовал сохранению транспортной системы страны в 1990-е годы.
С 20 июня 1992 года возглавлял государственную комиссию по оценке обстановки в Приднестровской Республике, созданную указом первого заместителя председателя правительства РФ Егора Гайдара.
В декабре 1992 года президент Ельцин назначил председателем Совета министров РФ Виктора Черномырдина, было сформировано новое правительство, в котором Ефимов сохранил должность министра транспорта.
10 января 1996 года указом президента Ельцина освобождён от должности министра транспорта в связи с переходом на другую работу.

### Торговое представительство РФ в Венгрии

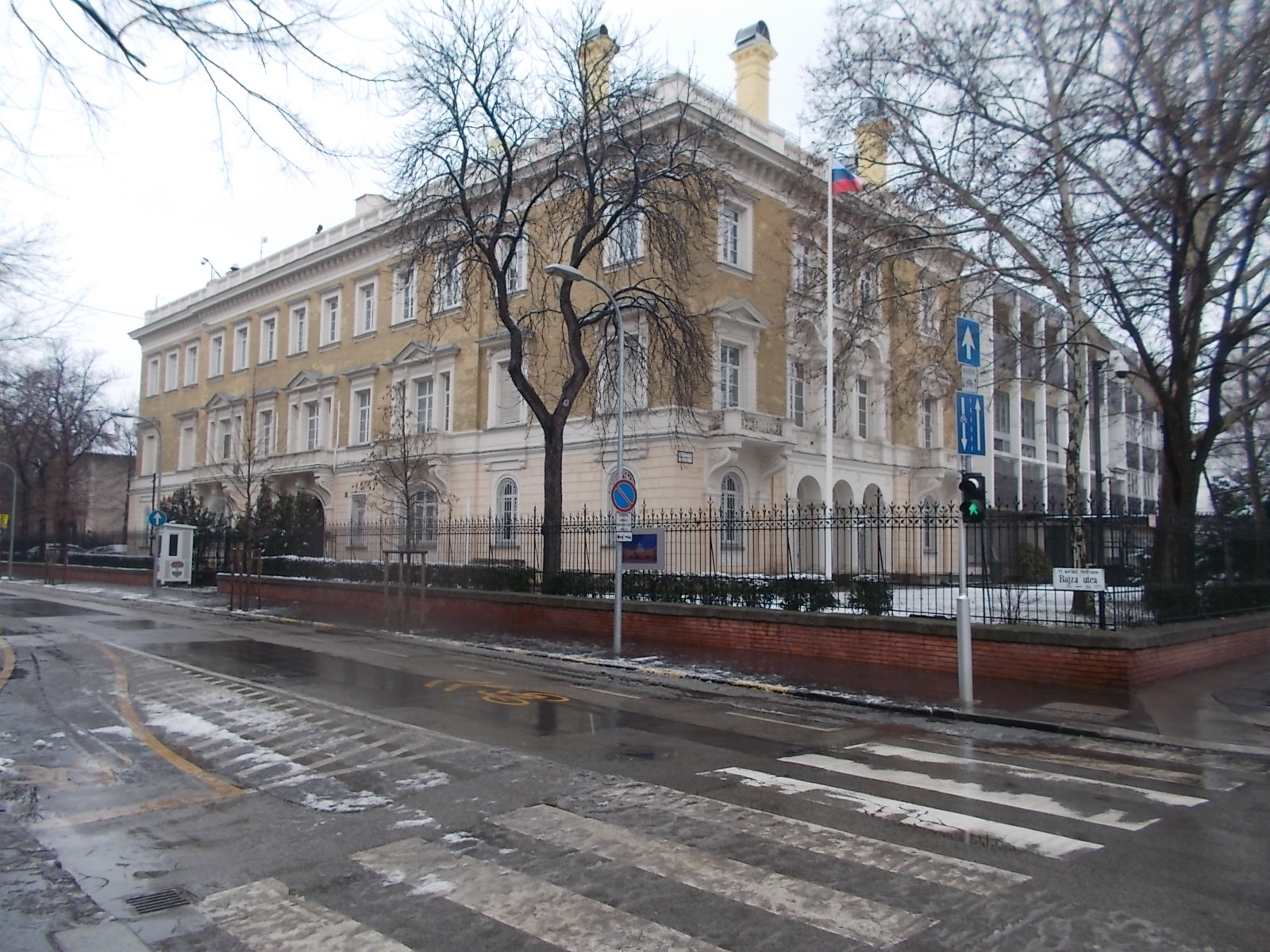
Здание торгпредства РФ в Будапеште, ул. Байза 35.

7 февраля 1996 года назначен торговым представителем РФ в Венгрии. Торговое представительство РФ располагалось в Будапеште.
26 апреля 2001 года в возрасте 61 года освобождён от должности в связи с выходом на пенсию.

### АСАМП, Торгово-промышленная палата, Союз транспортников
В 2001—2003 годах — советник президента Ассоциации международных автомобильных перевозчиков («АСМАП», Москва), одновременно с 2002 года — председатель Комитета по транспорту и экспедированию Торгово-промышленной палаты России.
С 25 марта 2003 года — президент Союза транспортников России (Москва), в который входят все профессиональные транспортные объединения и ассоциации России; Союз транспортников России отстаивает интересы российских международных автомобильных перевозчиков в органах законодательной и исполнительной власти.

### Государственная дума
6 созыв
4 декабря 2011 года состоялись выборы в Государственную думу 6 созыва, проводившиеся по пропорциональной системе (по партийным спискам). Виталий Ефимов был выдвинут в составе списка партии «Единая Россия» в региональной группе № 13 (Республика Мордовия) по номером 3 (после главы республики Н. И. Меркушкина и В. К. Осипова). По итогам голосования региональная группа № 13 списка кандидатов от «Единой России» получила 4 мандата, один из которых ЦИК передал Ефимов. При этом Меркушкин ожидаемо отказался от мандата, он был передан № 4 С. В. Чиндяскину.
Состоял во фракции «Единая Россия». Занимал должность первого заместителя председателя комитета по транспорту Е. С. Москвичева, также был председателем экспертного совета этого комитета.
В апреле 2016 года участвовал в праймериз «Единой России» в Мордовии по отбору кандидатов на предстоящих в сентябре 2016 года выборах в Государственную думу 7 созыва.
7 созыв
18 сентября 2016 года состоялись выборы в Государственную думу 7 созыва, проводившиеся по смешанной системе. 76-летний Виталий Ефимов баллотировался от «Единой России» по Мордовскому одномандатному округу № 23 (Республика Мордовия). По итогам выборов при явке в округе 83 % получил 81 % (426 544) голосов избирателей. Избран депутатом по Мордовскому одномандатному округу № 23. В Государственной думе 7 созыва во фракции «Единая Россия».
8 созыв
17—19 сентября 2021 года состоялись выборы в Государственную думу 8 созыва, проводившиеся по смешанной системе. 81-летний Виталий Ефимов баллотировался в составе списка партии «Единая Россия» в региональной группе № 24 (Саратовская область) по номером 4 (после В. В. Володина, Г. Я. Хора, В. Б. Кидяева). По итогам голосования региональная группа № 24 списка кандидатов от «Единой России» получила 3 мандата. Так как В. В. Володин кроме списка также баллотировался по Саратовскому избирательному округу № 163 и был избран, то один из мандатов ЦИК передал Ефимову. В Государственной думе 8 созыва во фракции «Единая Россия». Член комитета Госдумы по транспорту и развитию транспортной инфраструктуры.
В 2022 году участвовал в разработке изменений федерального «закона о такси». Закон был принят в декабре 2022 года.

## Законотворческая деятельность
С 2011 по 2019 год, в течение исполнения полномочий депутата Государственной Думы VI и VII созывов, выступил соавтором 28 законодательных инициатив и поправок к проектам федеральных законов.

## Научная деятельность
В 1986 году защитил кандидатскую, в 1993 — докторскую диссертацию. Академик Академии транспорта РФ.

### Избранные труды
- Ефимов В. Б. Система организации управления транспортно-дорожным комплексом России в условиях формирования рыночных отношений : Автореф. дис. … д-ра экон. наук. — М., 1993. — 58 с.
- Ефимов В. Б. Совершенствование структуры производственно-технической базы автомобильного транспорта в регионе на основе специализации и кооперации производства : Автореф. дис. … канд. техн. наук. — М., 1986. — 19 с.

## Награды
- Орден Почёта (8 марта 2015) — за большой вклад в развитие российского парламентаризма и активную законотворческую деятельность[15].
- Заслуженный работник транспорта РФ (27 ноября 2009) — за большой личный вклад в развитие транспортного комплекса и многолетнюю добросовестную работу[16]
- Благодарность Президента Российской Федерации (14 августа 1995) — за активное участие в подготовке и проведении празднования 50-летия Победы в Великой Отечественной войне 1941—1945 годов[17]
- Орден Трудового Красного Знамени
- Медаль «Ветеран труда»
- Медаль «В память 850-летия Москвы»
- Почётный работник транспорта России, почётный работник четырёх отраслей транспорта (автомобильного, железнодорожного, морского, речного транспорта)
- Почётная грамота Президента РФ
- Почётная грамота Правительства РФ
- Почётная грамота Совета Федерации РФ
- Почётная грамота Государственной Думы РФ